# Beaten to Death
A Beaten to Death (jelentése: halálra verve) egy grindcore együttes Osloból. 2010-ben alakultak meg. 

## Története
A zenekart a She Said Destroy énekese, Anders Bakke, a The Cumshots gitárosa, Tommy Hjelm és a Tsjuder dobosa, Christian „Bartender” alapították. Első nagylemezüket egy évvel később, 2011-ben adták ki. Különlegességnek számít, hogy a kemény grindcore zene mellett dallamos elemeket is visznek zenéjükbe. Az Encyclopaedia Metallum szerint az együttes az „avantgárd/progresszív grindcore” műfajban szerepel. 2012-ben egy videóalbumot is megjelentettek, 2013-ban és 2015-ben újabb stúdióalbumukat dobtak piacra. Albumaikat a norvég „Mas-Kina Recordings” kiadó jelenteti meg. 2018-ban is megjelentettek egy stúdióalbumot.

## Tagok
- Mika - basszusgitár
- Anders - ének
- Christian "Bartender" - dobok (2010-)
- Tommy - gitár (2010-)
- Martin - gitár (2010-)

## Diszkográfia
- Xes and Strokes - nagylemez, 2011
- At Rockfeller - videóalbum, 2012
- Dodsfest! - nagylemez, 2013
- Unplugged - nagylemez, 2015
- Agronomicon - nagylemez, 2018